# Качур Володимир Михайлович
Володимир Михайлович Качур (21 квітня 1930, Кам'янець-Подільський, Українська СРР, СРСР — 28 вересня 1974, Хмельницький, Українська РСР) — український футболіст, захисник.

## Спортивна кар'єра
Закінчив кам'янецьку школу № 2. Потім навчався в прикордонній школі. У цей час розпочав виступи у складі місцевого «Динамо». Військову службу проходив у Києві, грав за Будинок офіцерів у чемпіонаті Української РСР серед колективів фізичної культури.
1951 року став гравцем київського «Динамо», перший матч провів 9 червня 1953 року проти харківського «Локомотива» (нічия 1:1). Того сезону, разом з Віталієм Голубєвим і Абрамом Лерманом, входив до трійки основних захисників клубу. В наступні два роки грав здебільшого за резервістів, за головну команду ще провів шість матчів.
У сезоні-56 Володимир Качур перейшов до станіславського «Спартак». Наступного року його клуб завоював срібні медалі чемпіонату СРСР у класі «Б». Як основний правий оборонець команди отримав звання «Майстра спорту».
Під час виступів у станіславському «Спартаку» закінчив Івано-Франківський технікум фізичної культури (1959—1963). Потім навчався у Кам'янець-Подільському педагогічному інституті. У 1963—1964 роках був помічником головного тренера івано-франківського «Спартака». Наступного року переїхав до Хмельницького. Працював футбольним тренером у Дунаєвецькій ДЮСШ (1965—1966), Красилівській ДЮСШ (1967—1968), а з 1969 року — в ДЮСШ-1 Хмельницького.